# Alternatieve landbouw
Alternatieve landbouw is een term die omstreeks 1970 werd gebruikt als aanduiding van benaderingen binnen de landbouw die een alternatief zouden zijn  voor de gangbare landbouw.
De belangrijkste stromingen binnen de alternatieve landbouw zijn de biologische landbouw en de biologisch-dynamische landbouw.

## Alternatief versus gangbaar
In de loop van de afgelopen eenw is verscheidene malen geprobeerd tot alternatieven te komen voor de gangbare landbouw.

### Rond 1900
Al in het begin van de 20ste eeuw werden vormen van landbouw ontwikkeld die anders waren dan de gewone landbouw. Het ging met name om de biologisch-dynamische landbouw die geen kunstmest gebruikte maar wel eigen preparaten. Deze biologische dynamische landbouw was geïnspireerd door de filosofie van Rudolf Steiner. Deze ontwikkeling maakte deel uit van een bredere beweging in de decennia aan het eind van de 19e en het begin van de 20ste eeuw, waartoe onder meer ook de bewegingen rond vegetarisme, natuurgeneeswijze, anti-vivisectie, naturisme, reformwinkels behoorden.

### Rond 1970
Omstreeks 1970 werd forse kritiek geleverd op de landbouw zoals deze zich ontwikkeld had: sterk geïndustrialiseerd, kapitaalintensief, grootschalig, gebruik makend van veel chemicalien zoals groeiverbeteraars, kunstmest en bestrijdingsmiddelen en vervuilend. In het kader hiervan werd in toenemende mate gezocht naar alternatieven zoals de ecologische landbouw en kleinschalige landbouw. Ook deze alternatieven maakten deel uit van een grotere beweging zoals de natuur- en milieubeweging die ook de vervuiling en verspilling van grondstoffen van andere sectoren kritiseerde en ook hiervoor alternatieven ontwikkelde. De oudere biologisch-dynamische landbouw en de nieuwe ecologische landbouw, die evenmin gebruik maakte van kunstmest en bestrijdingsmiddelen, werden vanwege deze verwantschap samen wel als alternatieve landbouw aangeduid.

### Na 1980
In de jaren 1980 werden pogingen gedaan vormen van landbouw te ontwikkelen die de kloof tussen alternatieve en gangbare landbouw te overbruggen zoals geïntegreerde landbouw, kringlooplandbouw en duurzame landbouw. Nadien kwamen daar nieuwe vormen of banamingen bij zoals  agro-ecologie, agroforestry, natuurinclusieve landbouw, permacultuur en
regeneratieve landbouw.